# Aztec (Arizona)
Aztec es un lugar designado por el censo ubicado en el condado de Yuma en el estado estadounidense de Arizona. En el Censo de 2010 tenía una población de 47 habitantes y una densidad poblacional de 2,95 personas por km².

## Geografía
Aztec se encuentra ubicado en las coordenadas 32°48′29″N 113°26′34″O / 32.80806, -113.44278. Según la Oficina del Censo de los Estados Unidos, Aztec tiene una superficie total de 15.94 km², de la cual 15.94 km² corresponden a tierra firme y (0%) 0 km² es agua.

## Demografía
Según el censo de 2010, había 47 personas residiendo en Aztec. La densidad de población era de 2,95 hab./km². De los 47 habitantes, Aztec estaba compuesto por el 38.3% blancos, el 0% eran afroamericanos, el 0% eran amerindios, el 0% eran asiáticos, el 0% eran isleños del Pacífico, el 61.7% eran de otras razas y el 0% pertenecían a dos o más razas. Del total de la población el 91.49% eran hispanos o latinos de cualquier raza.